# 逃 (歌曲)
《逃》（英語：Come Away）是臺灣創作歌手孫盛希演唱的歌曲，是電視劇《想見你》之插曲，由滾石唱片於2019年11月29日在各大數位音樂平台上線，2020年5月6日收錄於實體原聲帶正式發行。

## 背景
〈逃〉是由曾獲得第30屆金曲獎最佳國語專輯獎的孫盛希為電視劇《想見你》量身打造之歌曲，是劇中角色陳韻如的主題曲，由孫盛希作曲、孫盛希與Molly Lin共同填詞。該曲為孫盛希首次獨立製作的作品，從歌曲的誕生到完成，整個過程皆親自深入參與。她揣摩劇中女主角的心境，用簡單的樂器編排，以鋼琴敲擊心中那塊悲傷空洞，以弦樂堆疊出憂鬱、寂寞與空無一人的無助，彷彿全世界都只剩下她一人，孤獨到絕望，想要藉由死來擺脫這一切混濁的世界。她希望這首歌曲能接住所有需要的人，容納一切不安，遇到想躲起來的時刻，擁有一個安全地帶棲息並赤裸、真實地卸下所有防備。

## 現場演唱
2020年4月15日，孫盛希於TME Live舉辦之「想見你就見你」線上音樂會首次現場演唱該曲。

## 製作團隊
註：參見影片下方說明文字之人員名單。
- 游政豪 — 編曲、弦樂編寫、電吉他
- 孫盛希 — 木吉他、和聲
- 蔡曜宇 — 第一小提琴
- 陳泱瑾 — 第二小提琴
- 甘威鵬 — 中提琴
- 劉涵 — 大提琴
- 林鉑堅 — 弦樂錄音師
- 皮老闆錄音室 — 弦樂錄音室
- 謝豐澤、陳駿翔 — 配唱錄音師
- 強力錄音室 — 配唱錄音室
- 林正忠 — 混音師
- 白金錄音室 — 混音室
- Randy Merrill — 單曲母帶後期處理工程師
- Sterling Sound — 單曲母帶後期處理錄音室

## 榜單成績
| 榜單               | 最高名次 | 最高名次 | 備註        |
| 榜單               | 日榜     | 週榜     | 備註        |
| ------------------ | -------- | -------- | ----------- |
| KKBOX 華語新歌榜單 | 26       | 38       | [ 4 ] [ 5 ] |